# 学園便利屋
『学園便利屋』（がくえんべんりや）とは、片山愁による漫画作品。新書館の月刊ウィングスにて掲載されていた。

## 登場人物
声はOVA版の声優名。

### 学園便利屋
新道高校の名物トリオ。第1話の時点では代行業が大半を占めていた。苗字はバイクメーカーから引用されている。
鈴木斉（すずき ただし）
声：古川登志夫
本作の主人公でリーダー格。眼鏡をかけている。IQが高く成績も良い。自称「将来は総理大臣になる男」。
本田高弘（ほんだ たかひろ）
声：関俊彦
明るく元気な男子生徒で、鉢巻をいつもしている。運動神経は良いが、間の抜けた人物でもある。OVAでは物語の中心人物である。
川崎亨（かわさき とおる）
声：平松広和
温厚な男子生徒。家庭の事情を抱えており、自身もかつては不良だった。

### 学園便利屋を取り巻く人々
篠（しの）
斉に片思いする少女。料理上手で斉に食べきれないほどの弁当を作ってくる。腕っぷしが良い。
山端（やまは）
新道学園の転入生。
リティル
学園便利屋の世話になる外国人の少女。
沙姫（さき）
声：荘真由美
OVAオリジナルキャラクター。古き物に宿る精霊・アンティークハートの長。新道学園の旧校舎に住んでいたが、体育館新築に伴う旧校舎取り壊しを受け、学園便利屋の面々と出会った。

## 書籍情報

### 文庫版
2005年12月1日に新書館ウィングス・コミックス文庫より発行。1巻には片山のデビュー作である『ラスト・バトル』をはじめとする初期作品も収録されている。
1. ISBN 4-403-50066-8
2. ISBN 4-403-50067-6
3. ISBN 4-403-50068-4

## OVA
『学園便利屋 アンティークハート』のタイトルで1988年6月5日にVHSが発売され、2002年10月17日にはEMIミュージック・ジャパンからDVDが発売された。アンティークハートという副題は、脚本を手掛けた渡辺麻美がつけた。

### キャスト
主要人物らと沙姫については#登場人物を参照。
- 松田：塩沢兼人
- 豊田：二又一成
- 校長：上田敏也
- 担任：徳丸完
- 用務員：伊井篤史
- 部員A：古田信幸
- 部員B：桜井敏治

### スタッフ
- 監督：わたなべぢゅんいち
- 原作：片山愁
- 脚本：渡辺麻実
- キャラクターデザイン：片山愁、山沢実
- 作画監督：山沢実、つかさ匡
- 美術監督：砂川千里
- 音響監督：清水勝則
- 音楽:伊豆一彦
- アニメーション制作：アニメイトフィルム
- 制作協力：J.C.スタッフ

### 主題歌
エンディングテーマ「必殺！学園便利屋ボーイズ」
作詞 - 水谷啓二 / 作曲・編曲 - 伊豆一彦 / 歌 - 古川登志夫、平松広和、関俊彦
挿入歌「Proud of You」
作詞 - 水谷啓二 / 作曲・編曲 - 伊豆一彦 / 歌 - 村上日郎